# ジョーダン・ベル
ジョーダン・ベル（Jordan Bell, 1995年1月7日 - ）は、アメリカ合衆国カリフォルニア州ロサンゼルス出身のプロバスケットボール選手。身長206cm、体重102kg。ポジションはパワーフォワード。

## 経歴

### ハイスクール
ベルは、カリフォルニア州ロングビーチのロングビーチ・ポリテニック・ハイスクールを卒業した。

### カレッジ
2012年11月、オレゴン大学にコミットした。
フレッシュマンシーズンは平均5.1得点、6.1リバウンド、2.7ブロックを記録した。94ブロックは、チームのシーズン記録となった。ソフィモアシーズンは平均6.8得点、5.3リバウンド、1.7ブロックを記録した。ジュニアシーズンは平均10.9得点、8.8リバウンド、2.3ブロックを記録、更にチームのファイナル・フォー進出に貢献した。
2017年4月18日、2017年のNBAドラフトへのエントリーを表明した。

#### カレッジ個人成績
| シーズン | チーム       | GP  | GS | MPG  | FG%  | 3P%  | FT%  | RPG | APG | SPG | BPG | PPG  |
| -------- | ------------ | --- | -- | ---- | ---- | ---- | ---- | --- | --- | --- | --- | ---- |
| 2014–15  | オレゴン大学 | 35  | 20 | 23.7 | .597 | .000 | .500 | 6.1 | 1.3 | 0.8 | 2.7 | 5.1  |
| 2015–16  | オレゴン大学 | 31  | 4  | 20.5 | .576 | .000 | .519 | 5.3 | 1.2 | 1.1 | 1.7 | 6.8  |
| 2016–17  | オレゴン大学 | 39  | 38 | 28.8 | .636 | .214 | .701 | 8.8 | 1.8 | 1.3 | 2.2 | 10.9 |
| Career   | Career       | 105 | 62 | 24.7 | .610 | .188 | .627 | 6.8 | 1.5 | 1.1 | 2.2 | 7.8  |

### NBA
2017年6月22日に行われたNBAドラフトで2順目全体38位でシカゴ・ブルズから指名され、ドラフト会議当日に現金350万ドルとの交換で交渉権がゴールデンステート・ウォリアーズへ移った。
2018年1月17日に行われたシカゴ・ブルズ戦で左足首捻挫の怪我を負った。1月19日、ウォリアーズはベルが今後2週間チームから離脱すると発表したが、再検査の結果、さらに2週間リハビリで離脱することが決まった。
2019年夏、FAでケビン・デュラントがウォリアーズからブルックリン・ネッツへ移籍した際、サイン・アンド・トレードでネッツからデアンジェロ・ラッセルを獲得したウォリアーズは、ベルとの再契約するための十分なキャップスペースがなかったことを理由に、ベルを解雇した。ベルは2019-20シーズン開幕前にミネソタ・ティンバーウルブズと保証無しの１年契約をしたものの、シーズン途中に解雇された。以降はNBAゲータレード・リーグでのプレーが主戦となった。
2021年12月30日、ドラフト指名を受けたシカゴ・ブルズに10日間契約で加入した。